# Emmerichskirche

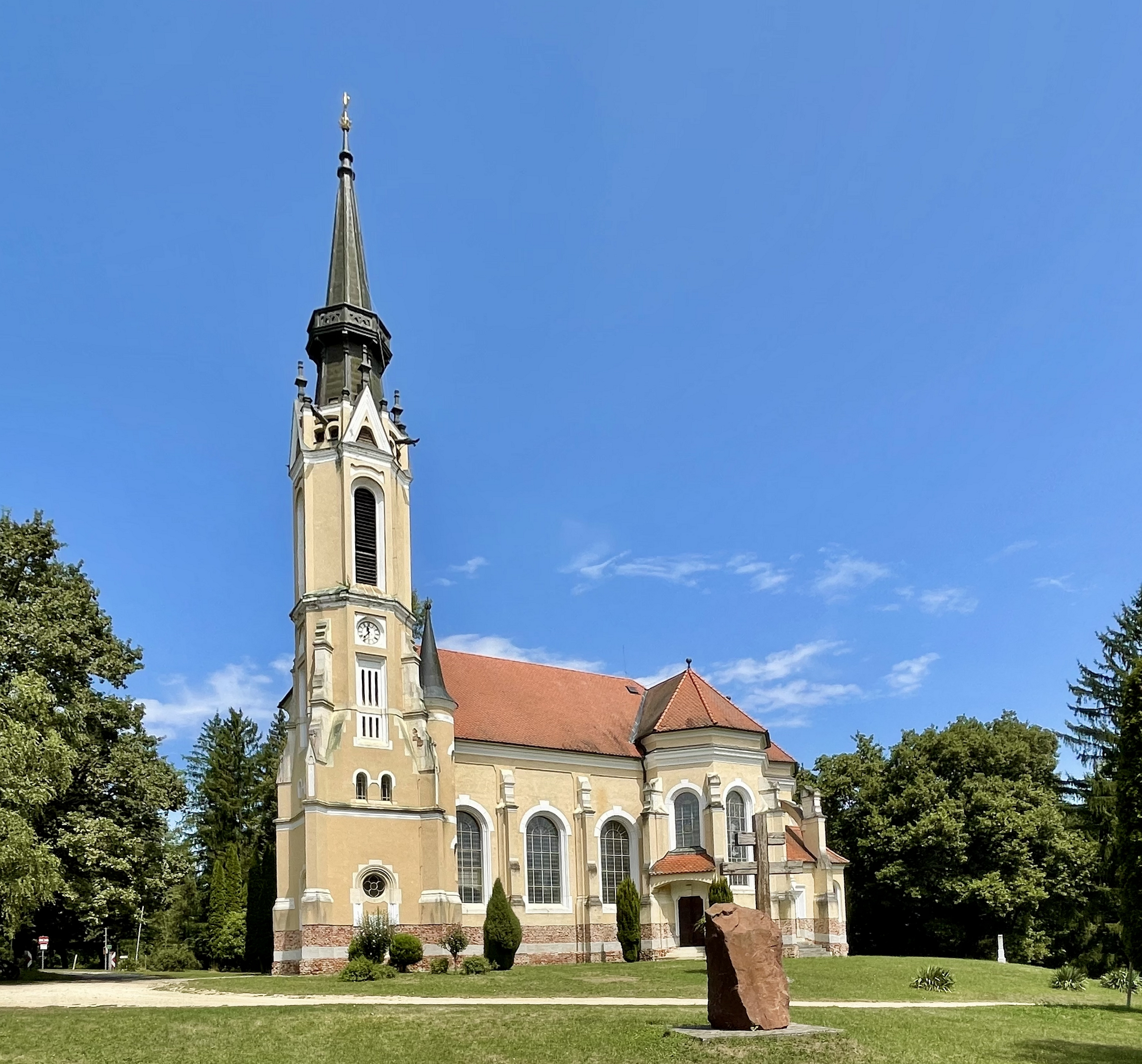
Die Südfassade der Emmerichskirche (2024)

Die Emmerichskirche oder St.-Emmerichs-Kirche (ungarisch Szent Imre templom) ist ein römisch-katholischer Sakralbau in der ungarischen Gemeinde Rönök im Kreis Szentgotthárd im Komitat Vas. Sie war bis einige Jahre nach Ende des Zweiten Weltkrieges grenzübergreifende Pfarrkirche für mehrere umliegende Siedlungen sowie ein Pilgerziel für die lokalen ethnischen Gruppen des ehemaligen Deutschwestungarn. Wegen ihrer Lage direkt im Grenzstreifen zwischen Ungarn und Österreich war ihr Besuch ab 1948 behördlich verboten. Das später leer geräumte und im Laufe der Zeit verfallende Gebäude entwickelte sich in den angrenzenden Regionen zu einem Symbol für die Teilung Europas durch den Eisernen Vorhang.

## Lage und Umgebung

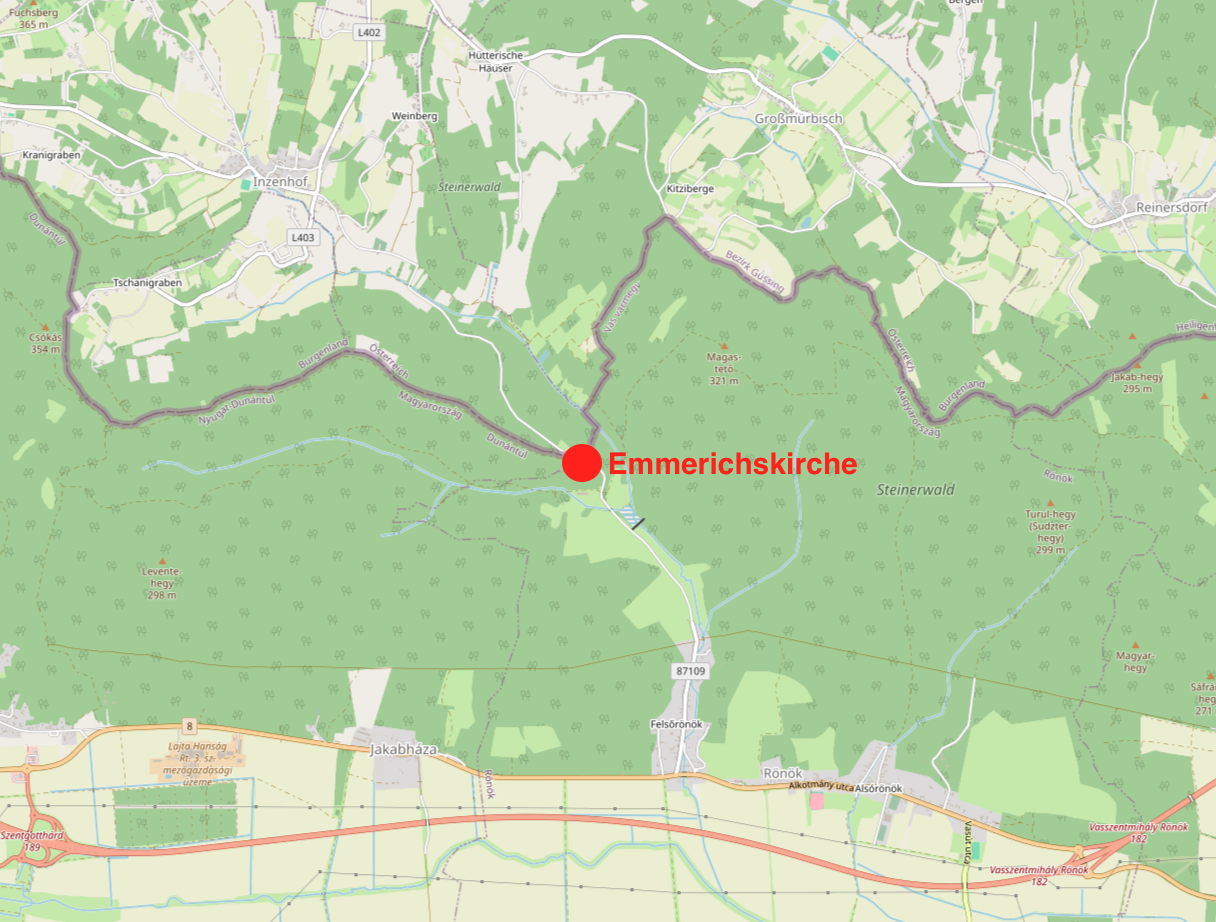
Umgebungsplan mit der genauen Lage der Kirche

Das Kirchengebäude liegt etwa 6,5 km nordöstlich der ungarischen Kreisstadt Szentgotthárd und rund 6 km südöstlich des österreichischen Bezirksvorortes Güssing. Die nächstgelegenen ungarischen Orte sind Rönök – dessen Ortsgebiet ungefähr 1 km südöstlich der Kirche beginnt – und das ca. 2 km südwestlich liegende Jakabháza. Auf österreichischer Seite sind es die Orte Tschanigraben und Inzenhof – je ca. 2,5 km weiter nordwestlich – sowie das rund 2,5 km im Nordosten liegende Großmürbisch. Die Staatsgrenze zwischen Ungarn und Österreich verläuft in Ost-West-Richtung etwa 15 m nördlich der Kirche.
Die Emmerichskirche steht auf einer großen Waldlichtung auf etwa 253 m Seehöhe, ungefähr 50 m oberhalb des Raabtales, in einer zum Güssinger Hügelland gehörenden Hügelkette, die am Nordufer der Raab parallel zu dieser verläuft. Die Hügelkette gehört zu den letzten Erhebungen des südöstlichen Alpenvorlandes, direkt am Übergang in die Pannonische Tiefebene.

## Geschichte

### Baugeschichte
Bis ins späte 19. Jahrhundert stand an der Stelle der heutigen Emmerichskirche ein Vorgängerbau aus der Zeit des Hochmittelalters. Einer Legende zufolge soll diese vermutlich erste Kirche auf dem Gemeindegebiet von Rönök deshalb errichtet worden sein, weil Prinz Emmerich von Ungarn – der später heilig gesprochene Sohn von König Stephan I. – gerne in den Wäldern der Umgebung gejagt haben soll. Dieser Sakralbau diente bereits als Pfarrkirche für die heute in Ungarn liegenden Orte Felsőrönök (deutsch Oberradling) und Alsórönök (deutsch Unterradling), Jakabháza (deutsch Jakobshof) und Rábafüzes (deutsch Raabfidisch), sowie für die heute in Österreich liegenden Gemeinden Inzenhof (ungarisch Borosgödör) und Tschanigraben (ungarisch Sándorhegy). Die Kirche wurde 1698 vom Geschichtsschreiber Kazo als geräumiger Bau mit gewölbtem Sanktuarium beschrieben, dem ein hölzerner Chor angebaut gewesen sei.

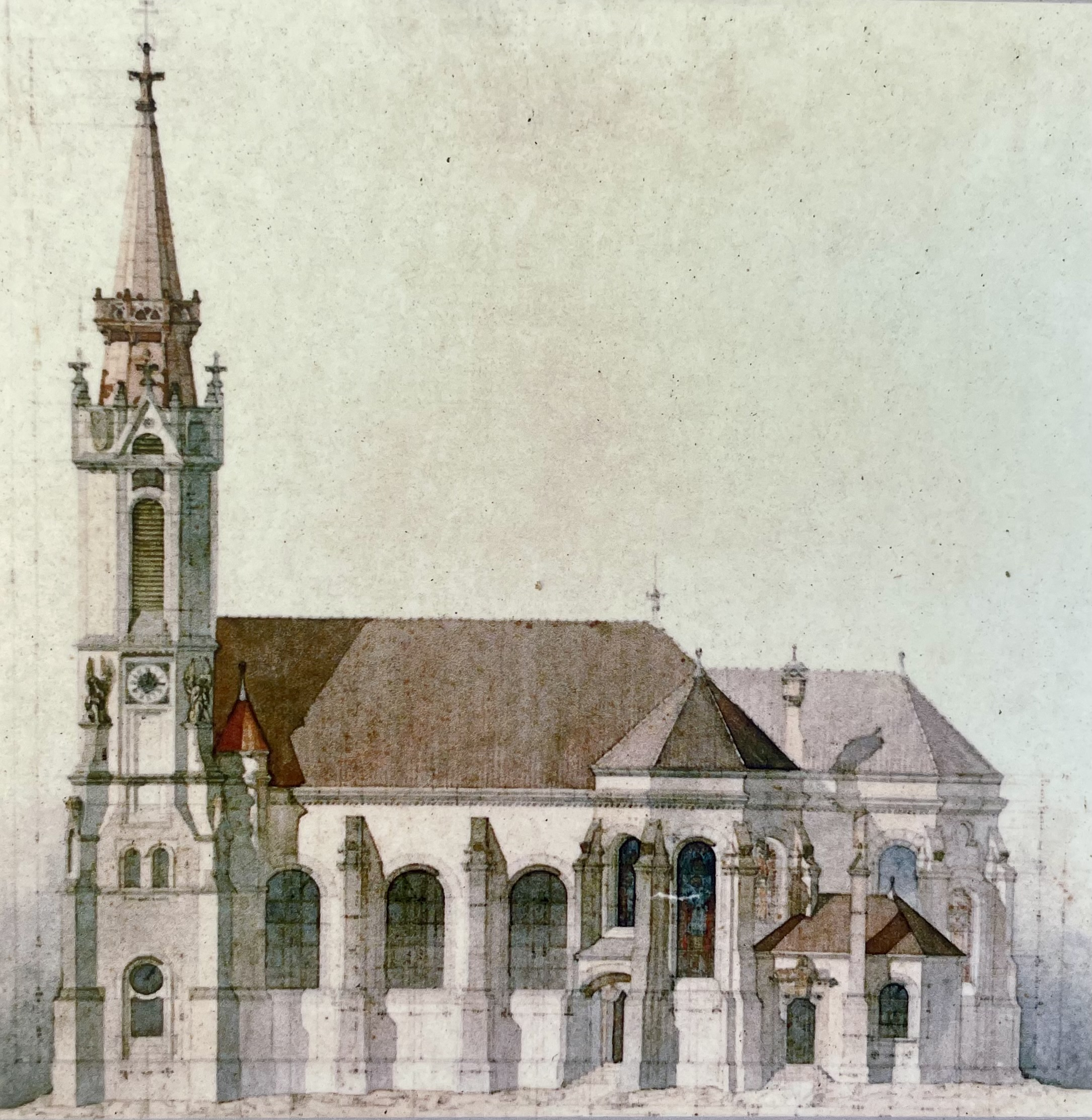
Aquarell des Architekten Baumgarten mit Entwurf zur Seitenansicht (1898)

Die Gründe für den Abriss der mittelalterlichen Kirche und den darauffolgenden Neubau sind historisch umstritten. Einerseits wurde der mittelalterliche Bau bei einem Sturm am letzten Sonntag des Jahres 1898 vermutlich stark beschädigt, weshalb ein Neubau der Kirche notwendig gewesen sein soll. Andererseits verfügte das Gotteshaus aus der Arpád-Zeit vermutlich nicht über ausreichenden Platz für die stetig wachsende Zahl an Gläubigen. So wurden bereits 1893 – also fünf Jahre vor den Sturmschäden – begonnen die Mauern der alten Kirche abzutragen, und auch die Pläne für den Neubau wurden bereits Monate vor dem Sturm im August 1898 veröffentlicht. Die Grundsteinlegung für den Bau der neuen Kirche erfolgte am 9. November 1902 unter dem damaligen Pfarrer Josef Bartl. Errichtet wurde der Bau nach Plänen des Architekten Sándor Baumgarten und unter Ausführung des Baumeisters Josef Lang aus St. Gotthard. Die Steinmetzarbeiten wurden von italienischen Meistern ausgeführt, die drei Glocken der Kirche in der Werkstatt von Antal Novotny im damaligen Temesváron (rumänisch Timișoara) gegossen. Die für den Bau der Kirche angefallenen Kosten in der Höhe von 100.000 Kronen wurden vom Königlich-Ungarischen Kirchenfonds getragen. Konsekriert wurde die Emmerichskirche am Pfingstsonntag des Jahres 1904.

### Pfarrgeschichte
Von dauerhaften bewohnten Siedlungen in den ausgedehnten Waldgebieten im Umkreis der Kirche wird erstmals in verschiedenen Urkunden aus dem 14. Jahrhundert berichtet. Zu diesen Ortschaften gehörten neben Inzenhof auch Ober- und Unterradling. Die Siedlungensgebiete unterstanden ursprünglich der Pfarre Güssing, für das Jahr 1452 ist aber das Vorhandensein eines eigenen Pfarrers namens Koloman urkundlich belegt. Spätestens ab der Mitte des 15. Jahrhunderts dürfte Rönök daher als eigenständige Pfarre bestanden haben.
Der Süden des burgenländisch-westungarischen Raumes mit dem Gebiet der Pfarre Radling gehörte ab der ersten Hälfte des 16. Jahrhunderts zum Herrschaftsbereich des aufstrebenden ungarischen Magnatengeschlechts der Batthyány, das ab 1524 seinen Stammsitz auf der etwa 6 km nordwestlich der Emmerichskirche gelegenen Burg Güssing hatte. Als der damalige Burg- und Grundherr Christoph I. Graf Batthyány (1510–1570) sich im Jahr 1569 der Reformation anschloss, mussten sämtliche Pfarren seiner Herrschaften protestantisch werden. Rönök wurde ab 1618 zuerst von reformierten Pastoren betreut, später dann von evangelischen Priestern. Durch die 1652 vollzogene Konversion von Christophs Urenkel und Nachfolger Adam I. Graf Batthyány zum Römisch-Katholischen Glauben, wurde Radling wieder katholisch – allerdings erneut als Filialgemeinde der Pfarre Güssing. Erst durch die unter Maria Theresia erfolgte Neugründung des Bistums Steinamanger im Jahr 1777 wurde Rönök durch den ersten Bischof der neuen Diözese, János Szily, wieder zur eigenen Pfarre erhoben.

### Lage im Grenzgebiet

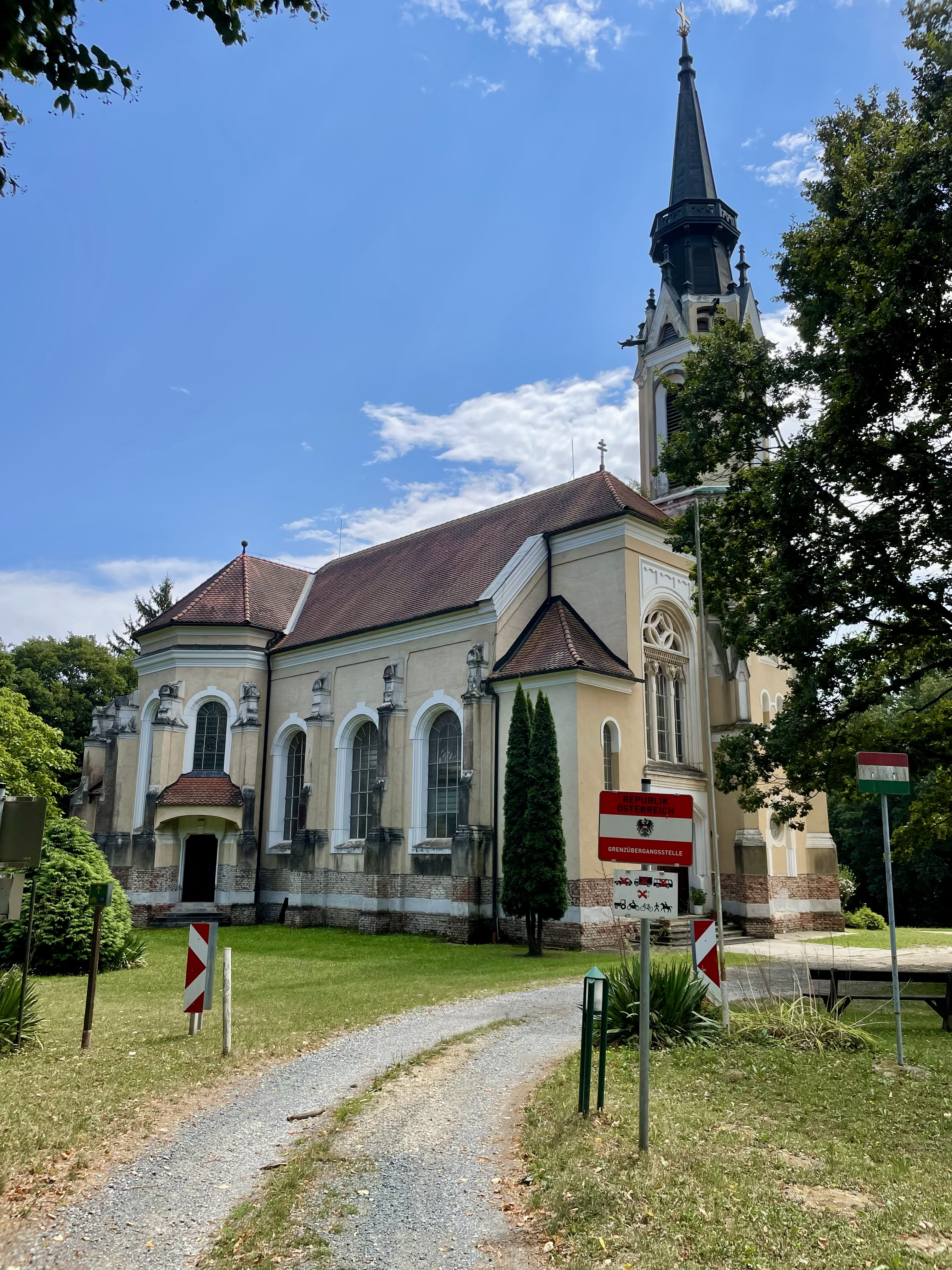
Die direkt an der Kirche verlaufende Staatsgrenze

Den Grenzziehungen des Vertrages von Trianon folgend mussten die Dörfer Inzenhof und Tschanigraben zusammen mit einem Großteil des mehrheitlich deutschsprachigen Deutschwestungarn an Österreich abgetreten werden. Die Staatsgrenze zum Nachbarland verläuft daher seit 1921 nur einige Meter nördlich der Emmerichskirche. Die ab diesem Zeitpunkt in Österreich liegenden Dörfer blieben aber dennoch Teil der Pfarre Radling, und der Besuch der Pfarrkirche zum Hl. Emmerich war deren Gläubigen bis durch den Zweiten Weltkrieg hindurch uneingeschränkt möglich. Die Kirche wurde auch weiterhin von den verschiedenen ethnischen Bevölkerungsgruppen der Region – den deutschsprachigen Österreichern, den Ungarn, den Burgenlandkroaten und den Slowenen – als Wallfahrtsort genutzt.
Obwohl es bereits 1945 zu ersten Zugangsbeschränkungen kam, war es den Gläubigen beider Nationen anfangs noch möglich die Kirche zu besuchen. Erst im Zuge der Errichtung von ersten Grenzsicherungsanlagen in den ungarischen Grenzgemeinden in der Umgebung im Jahr 1948 kam es zu einem vollständigen Zutrittsverbot. Die Häuser rund um die Kirche wurden abgerissen, entlang der Grenze Stacheldrahtzäune hochgezogen, und bis 1949 eine zwei Kilometer breite Sperrzone eingerichtet. Die Gläubigen der Pfarre Rönök waren somit von ihrer Pfarrkirche abgeschnitten. Nur dem Pfarrer János Kőmíves erteilte man anfangs die Erlaubnis weiterhin im Pfarrhof neben der Kirche zu leben. Nachdem der Druck der Behörden auf den Priester zunahm, flüchtete er am 9. Dezember 1951 über die Grenze nach Österreich um sich so einer möglichen Verhaftung zu entziehen.
Das Gebäude wurde daraufhin vom Grenzschutz übernommen, die Inneneinrichtung wurde abtransportiert und das Gebäude sich selbst überlassen. Lediglich der Kirchturm wurde weiterhin genutzt – als Aussichtspunkt für die an der Grenze stationierten Wachposten.

### Öffnung der Grenze
Auf Betreiben des Diözesanbischofs Stephan László aus der österreichischen Diözese Eisenstadt und seines Kollegen István Konkoly aus der ungarischen Diözese Szombathely wurden bereits im Jahr 1987 Pläne in den beiden Bistümern ausgearbeitet die Kirche wieder in Stand zu setzen, und sie zu einer „internationalen Begegnungsstätte“ im geteilten Europa zu machen. Das Kirchengebäude war zu diesem Zeitpunkt bereits stark beschädigt, da Anfang der 1980er-Jahre das Dach des Langhauses eingestürzt war, und das Kircheninnere mehrere Jahre hindurch vollständig der Witterung ausgesetzt war. Den Plänen folgend sollte die Kirche im Rahmen eines binationalen Abkommens verwaltet und in Stand gehalten werden, und auch wieder Pilgern und Besuchern aus beiden Staaten zugänglich gemacht werden. Es war geplant die Stacheldrahtanlagen in der Nähe der Kirche zu versetzen, um die Passierbarkeit der Grenze zu erleichtern, gleichzeitig aber deren ausreichende Kontrolle durch Grenzbeamte weiter gewährleisten zu können. Für das Sammeln von Spenden zur geplanten Rekonstrunktion der Kirche wurde 1989 auf österreichischer Seite der Verein „Rettet die St. Emmerichskirche als internationale Begegnungsstätte“ gegründet.

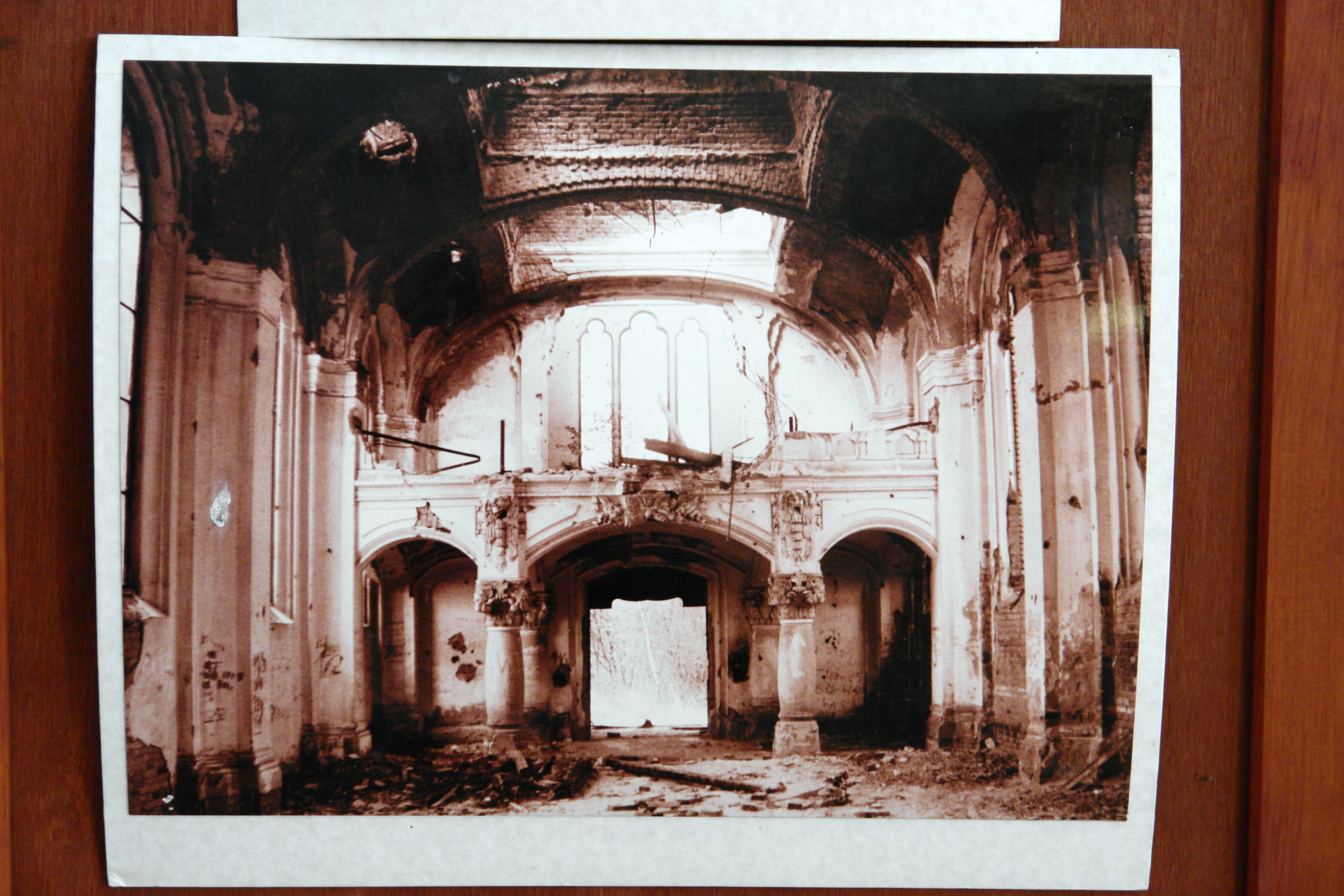
Der zerstörte Innenraum der Kirche in den 1980ern

Durch den Fall des Eisernen Vorhanges im selben Jahr wurde die Umsetzung der Vorhaben beschleunigt, und von beiden Republiken wurde am 12. Jänner 1990 ein Nutzungsvertrag unterzeichnet. Der Stacheldraht im Bereich der Kirche wurde daraufhin entfernt, und man begann mit zwei Jahre dauernden Rekonstruktions- und Restaurierungsarbeiten. Am Pfingstmontag des Jahres 1990 kam es zu einem sogenannten „Friedensgottesdienst“ beim Zöllnerkreuz bei der Kirche, den rund 4.000 Gläubige aus Österreich und Ungarn besuchten. Bei seinem Pastoralbesuch in Ungarn am 19. August 1991 wurde das spätere Turmkreuz der Emmerichskirche von Papst Johannes Paul II. bei einer Messe in Szombathély gesegnet. Am 20. September 1992 kam es zur Eröffnung der Kirche im Rahmen eines Gottesdienstes, bei der das Gebäude durch die beiden Bischöfe László und Konkoly erneut konsekriert wurde. Dem auf Deutsch, Ungarisch, Kroatisch und Slowenisch abgehaltenten Gottesdienst wohnten rund 5.000 Gläubige bei. Der Eisenstädter Bischof László, der Ortspfarrer Rilli, sowie Elfriede Jaindl vom Verein St. Emmerich erhielten vom ungarischen Bischof Konkoly je einen Kirchenschlüssel überreicht – als symbolisches Zeichen des „immerwährenden Benützungsrechtes“ der Kirche.

## Architektur

### Außenbau
Beim Kirchenbau handelt es sich um eine neugotische Saalkirche mit geostetem Langhaus und einem Querschiff in Nord-Süd-Richtung. Das 35 m lange Hauptschiff und das Querschiff mit 15 m Länge verfügen über polygonale Abschlüsse und bilden zusammen die Form eines Lateinischen Kreuzes. Der südwestlichen Ecke des Langhauses ist ein viergeschoßiger achteckiger Kirchturm auf quadratischer Basis vorgebaut, der über einen Spitzhelm verfügt. An den Turm schließt im Norden ein über die gesamte Höhe der Westfassade des Kirchenschiffes reichender Vorbau an. Unter einem großen Stabwerksfenster beherbergt er das Hauptportal der Kirche. Weitere Seitenportale sind an den Apsiden des Querschiffes vorhanden. Die Fassade des Gebäudes verfügt an allen Seiten über mehrfach abgetreppte Strebepfeilder und große rundbogige Kirchenfenster.

### Innenraum

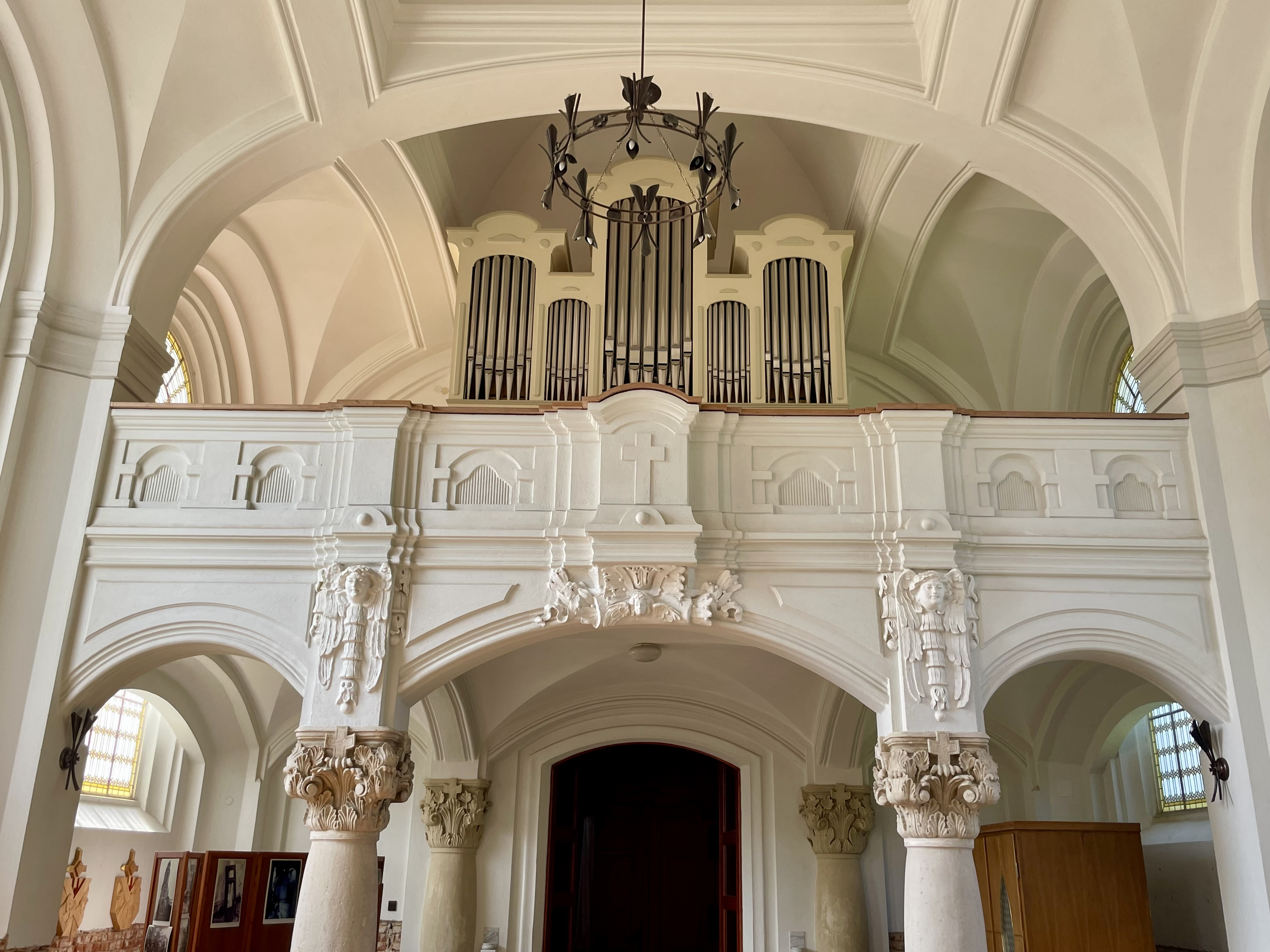
Westempore mit Orgel

Über dem einschiffigen vierjochigen Langhaus befindet sich zwischen Gurtbögen ein Stichkappengewölbe, das in ein durch Quergurte abgegrenztes Klostergewölbe übergeht. Ein rundbogiger Triumphbogen trennt das Langhaus vom einjochigen Chor mit polygonalem Abschluss. Er verfügt über ein Kreuzgratgewölbe und ist mit einer Tonne mit Stichkappen gewölbt. Binnenchor und Chorschluss werden durch einen Gurtbogen voneinander getrennt. Über dem westlichen Joch des Langhauses befindet sich über einer Stichkappentonne eine dreiachsige Empore, die mit einem Kreuzgratgewölbe unterwölbt ist und auf vier Rundsäulen mit Kompositkapitellen ruht. Die mit Figurenbildschmuck versehene Emporenbrüstung verfügt über eine Lisenengliederung.

## Ausstattung
Der Innenraum der Kirche verfügt über eine moderne Einrichtung, die aus der Zeit der Rekonstruktion und Restaurierung in den 1990er-Jahren stammt. Sie wurde größtenteils vom österreichischen Bildhauer Thomas Resetarits gestaltet. Sämtliche Einrichtungsgegenstände sind aus hellem Naturholz geschaffen, wobei einzelne Objekte eine Teilvergoldung aufweisen – darunter Volksaltar, Ambo, Tabernakel und Vortragekreuz.
Der Altarraum ist relativ schmucklos gestaltet und wird von den drei Buntglasfenstern der Polygonapsis dominiert. Sie wurden – zusammen mit den restlichen Glasmalereien der Kirche – nach Entwürfen der Künstlerin Erszebet Szabó gefertigt und zeigen den Kirchenpatron Emmerich von Ungarn im zentralen Fenster. Flankiert wird er von Darstellungen seiner Eltern, der Hl. Gisela von Bayern im linken Fenster und dem Hl. König Stephan von Ungarn im rechten. Die Fenster wurden von den Diözesanbischöfen István Konkoly (Bistum Szombathély, Bildnis der Hl. Gisela) und Stephan László (Bistum Eisenstadt, Bildnis des Hl. Stephan), sowie von Monsignore Imre Rácz (Bildnis Hl. Emmerich) gestiftet.
In den Apsiden des Querschiffes sind lebensgroße Holzschnittskulpturen vorhanden, die den am Kreuz sterbenden Christus (Südapsis) und Christus den Auferstandenen (Nordapsis) darstellen. Die nördliche Apsis verfügt zusätzlich über eine teilvergoldete Holzschnitzfigur der Magna MaterAustriae. Die drei Buntglasfenster der südlichen Apsis zeigen den Hl. Martin von Tours im Zentrum, sowie eine Darstellung des Eisenstädter Martinsdoms im linken, und eine Darstellung der Basilika Frauenkirchen im rechten Fenster. Gestiftet wurden sie von der Landesregierung des österreichischen Bundeslandes Burgenland, dessen Patron der Hl. Martin ist. Die drei nördlichen Fenster zeigen das Rosenwunder der Hl. Elisabeth von Thüringen – einer gebürtigen Prinzessin von Ungarn – im Zentrum, und Darstellungen von mit Rosen und Früchten gefüllten Schalen in den seitlichen Fenstern. Gestiftet wurden sie von Monsignore István Geosits.

Die vierzehn Kreuzwegstationen an den Wänden des Langhauses sind Holzschnitzreliefarbeiten von Thomas Resetarits. Neben diesen sind an den Pilastern und an den Wänden des Chorraumes auch mehrere bildliche Darstellungen vorhanden, die entweder Heilige, Christus oder unterschiedliche marianische Themen zeigen.

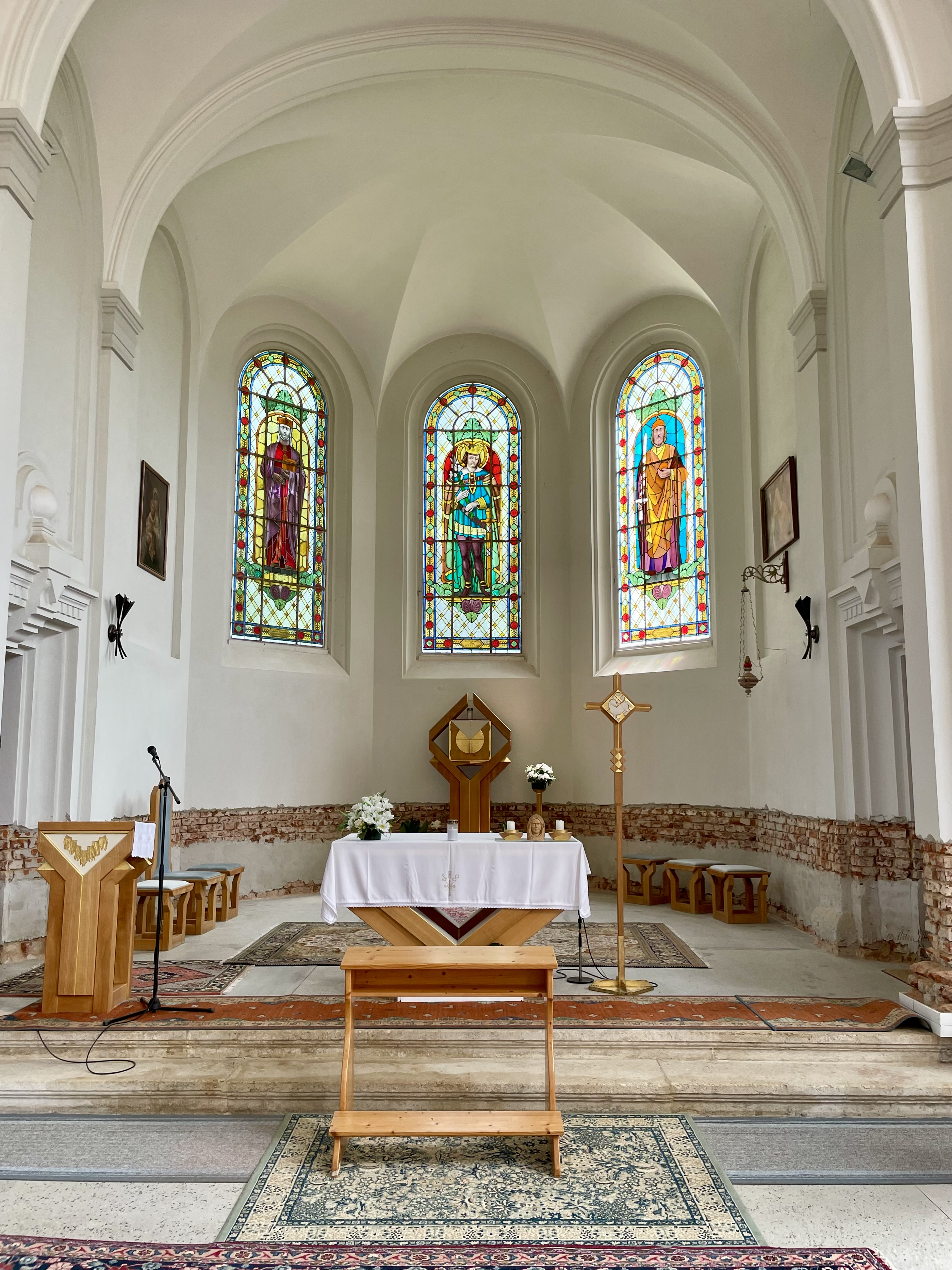
Der Altarraum der Emmerichskirche
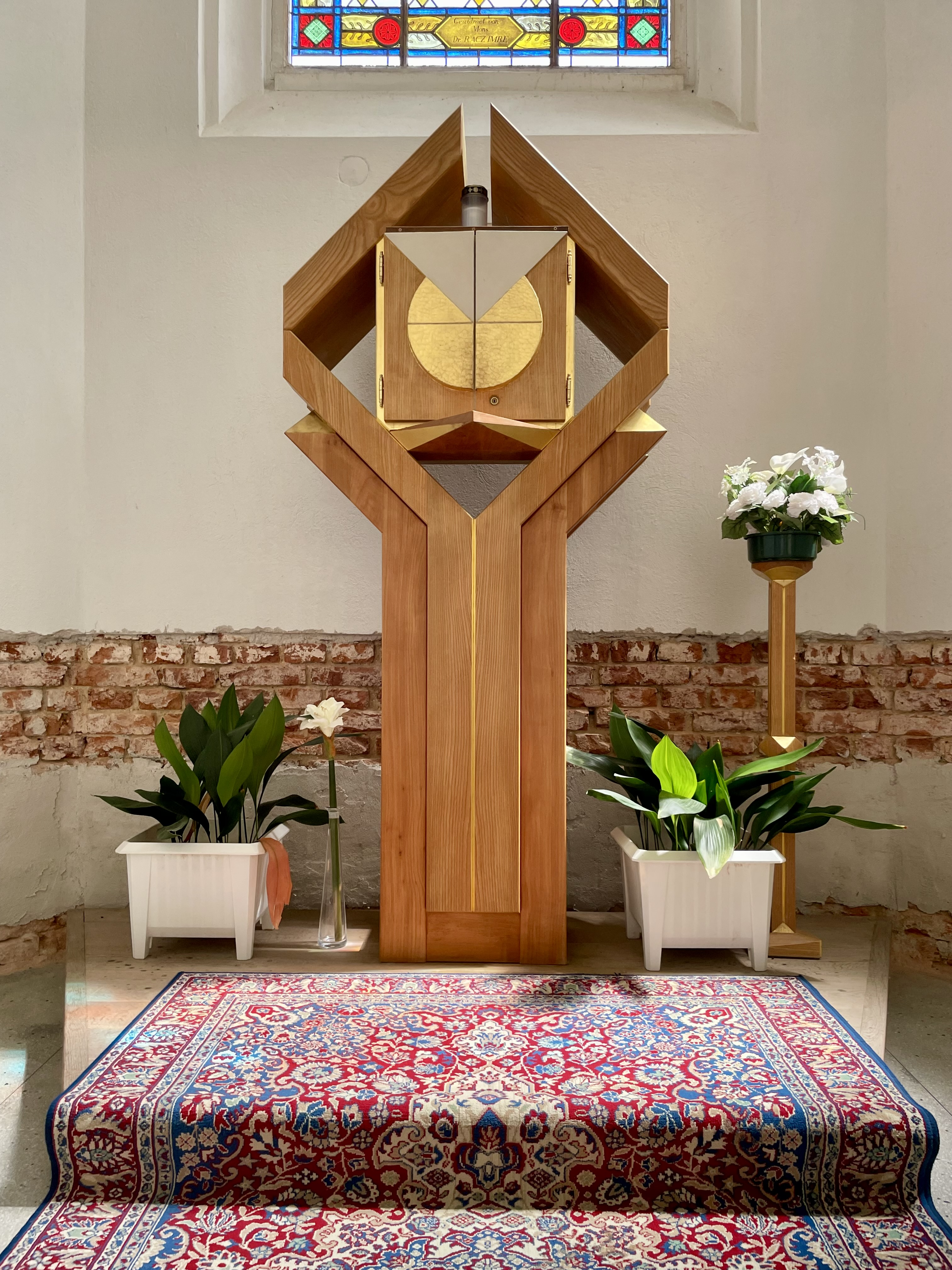
Der Tabernakel in dessen Zentrum
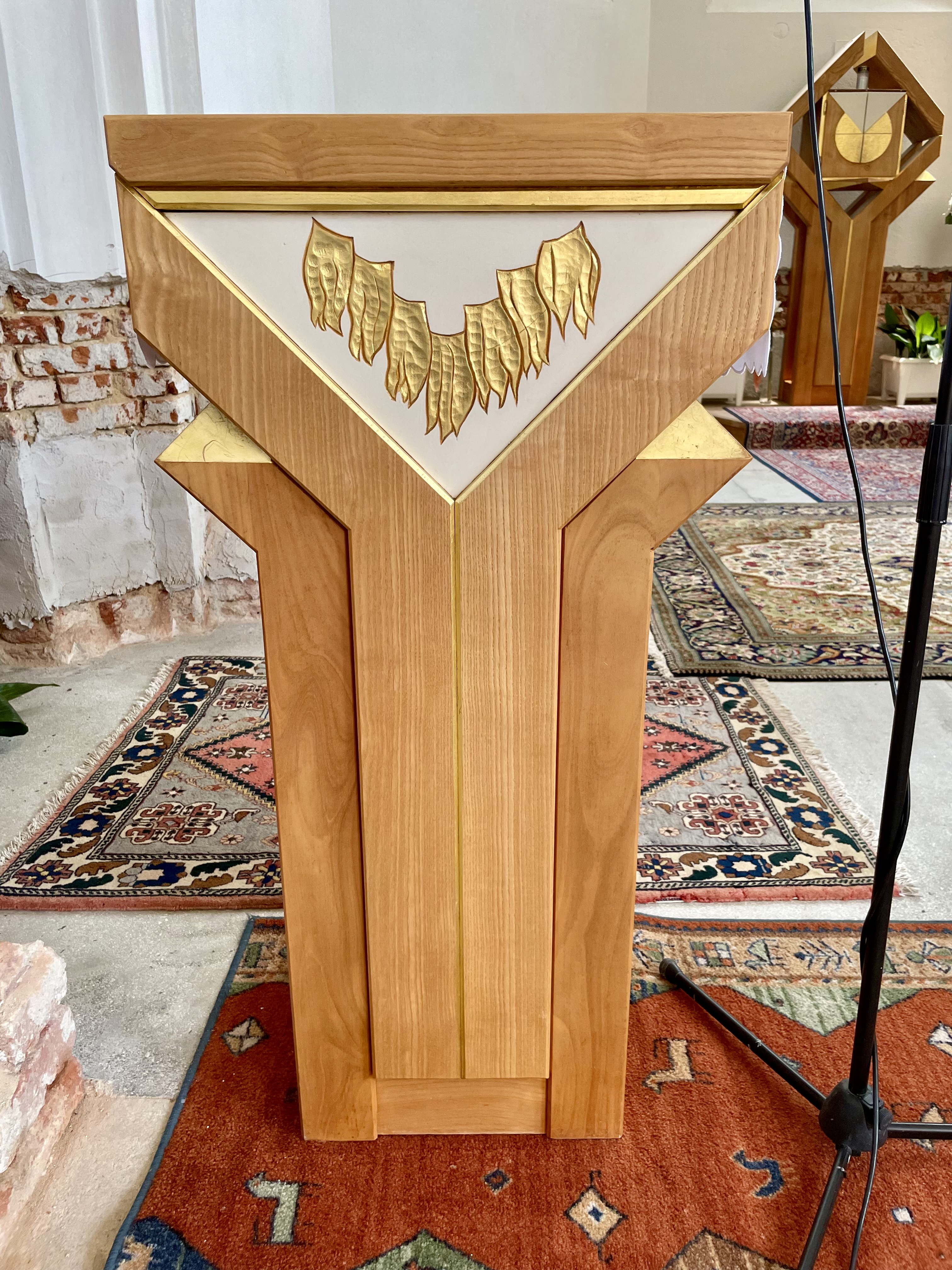
Linksseitiger Ambo
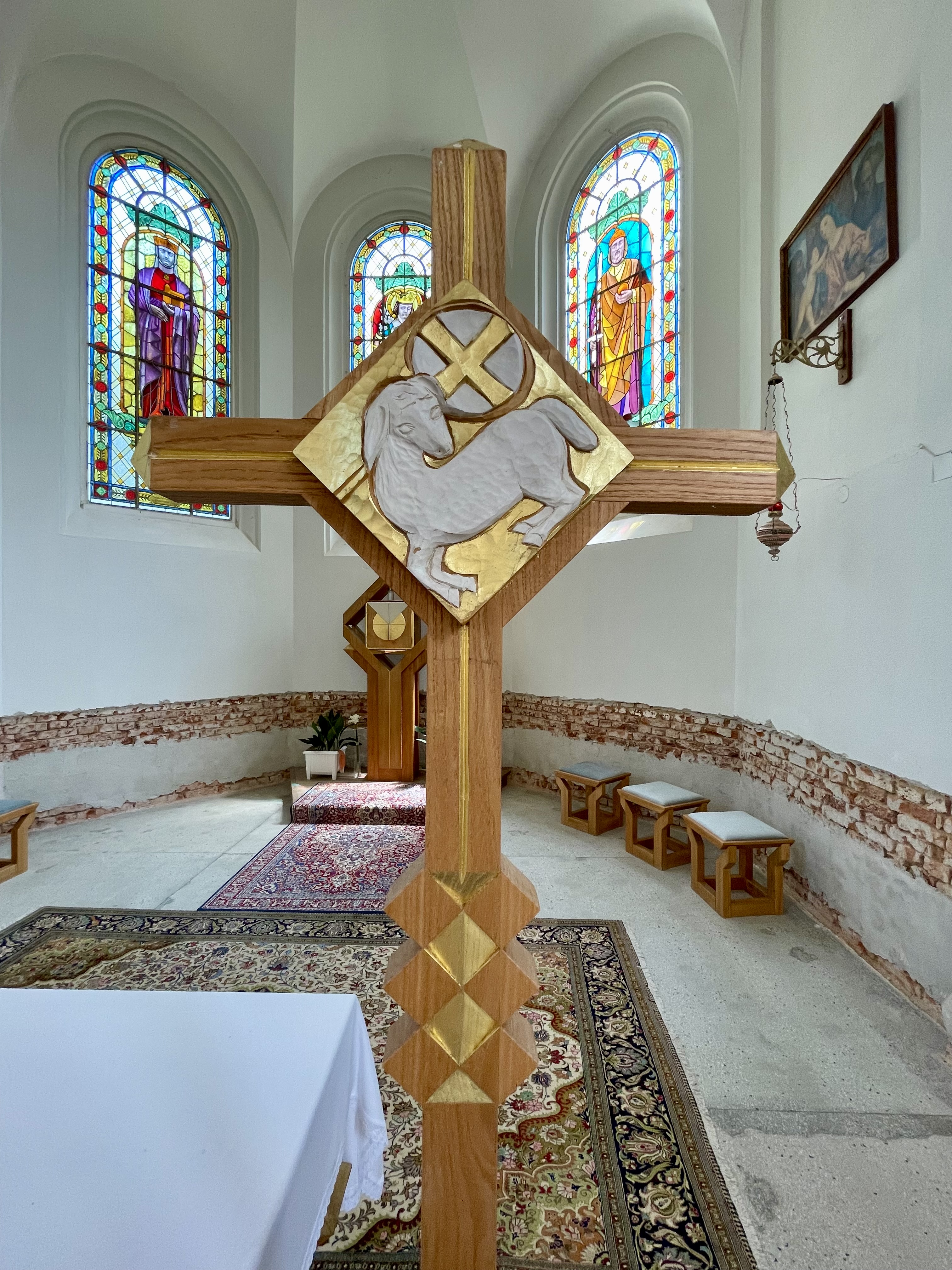
Vortragekreuz mit Lamm Gottes
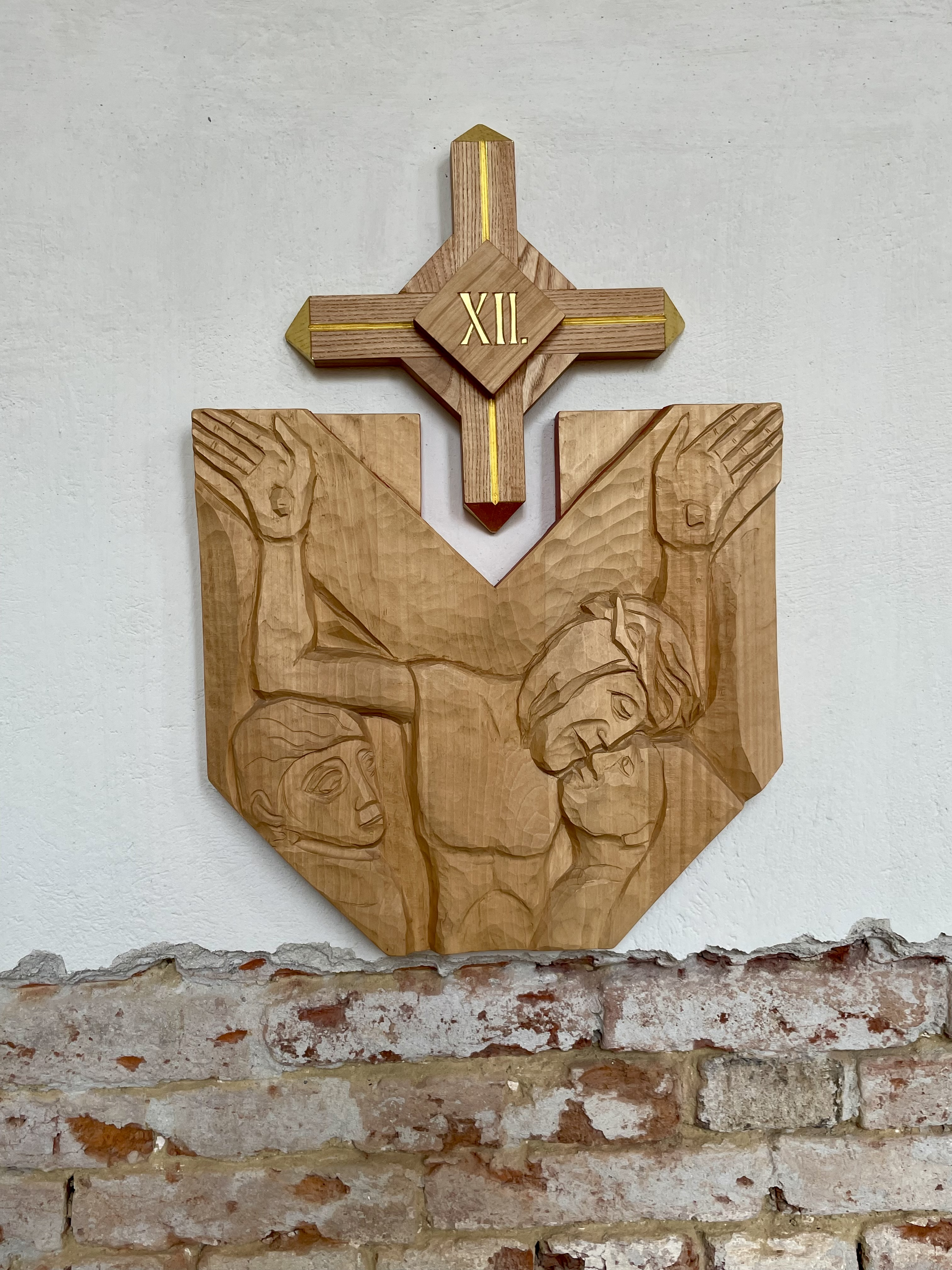
Kreuzwegstation Nr. XII
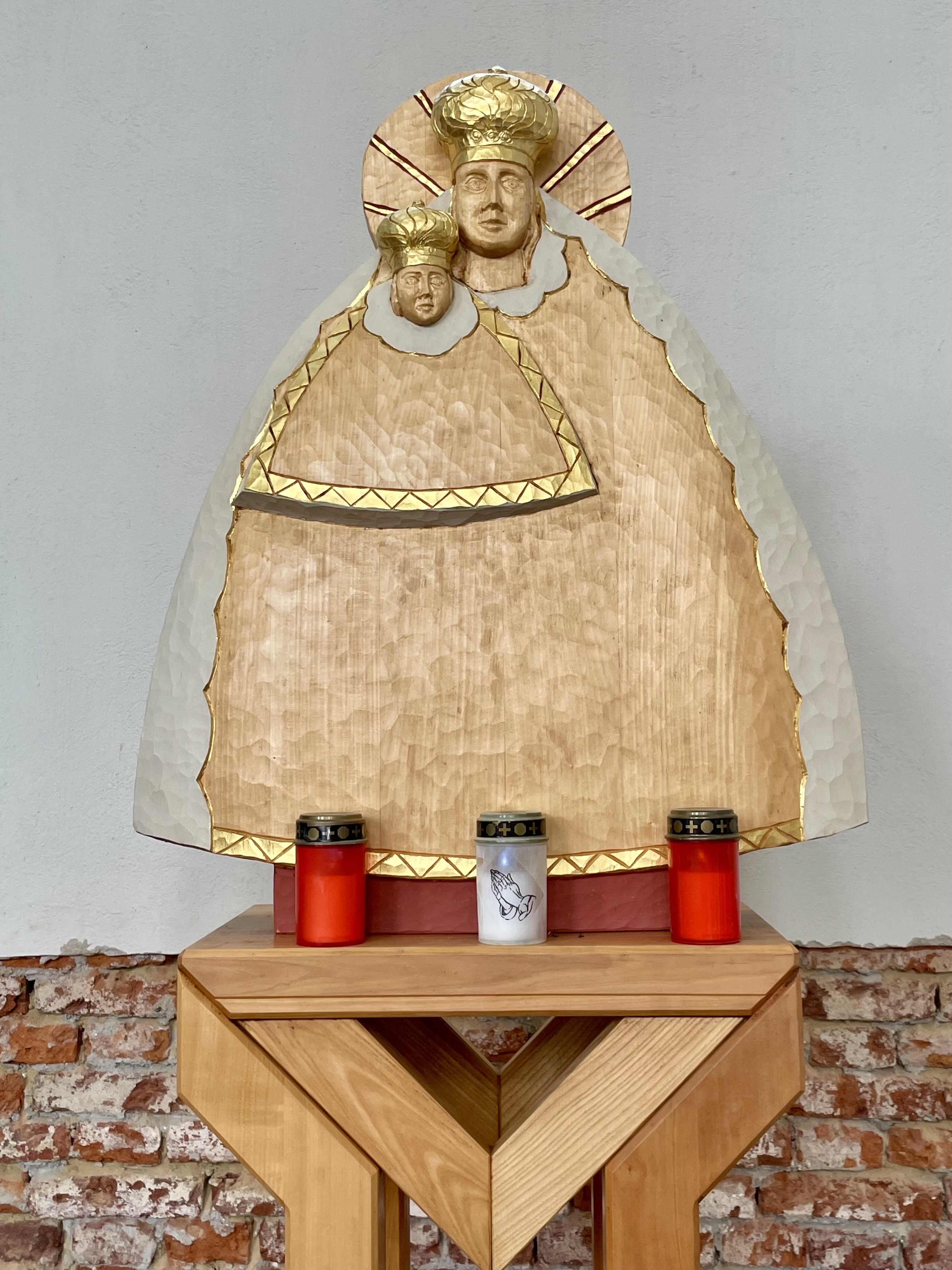
Skulptur der Magna Mater Austriae
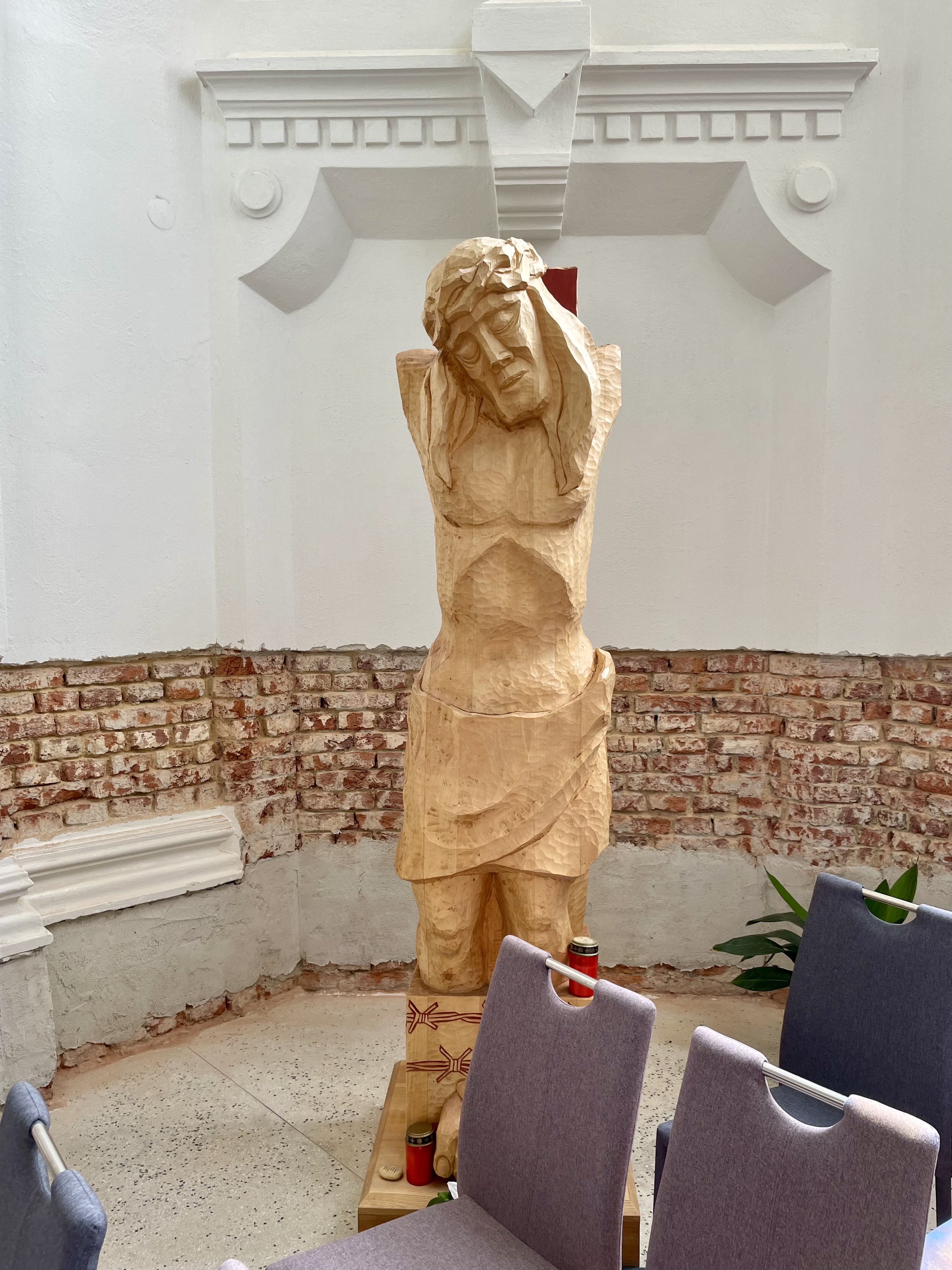
Skulptur des sterbenden Christus
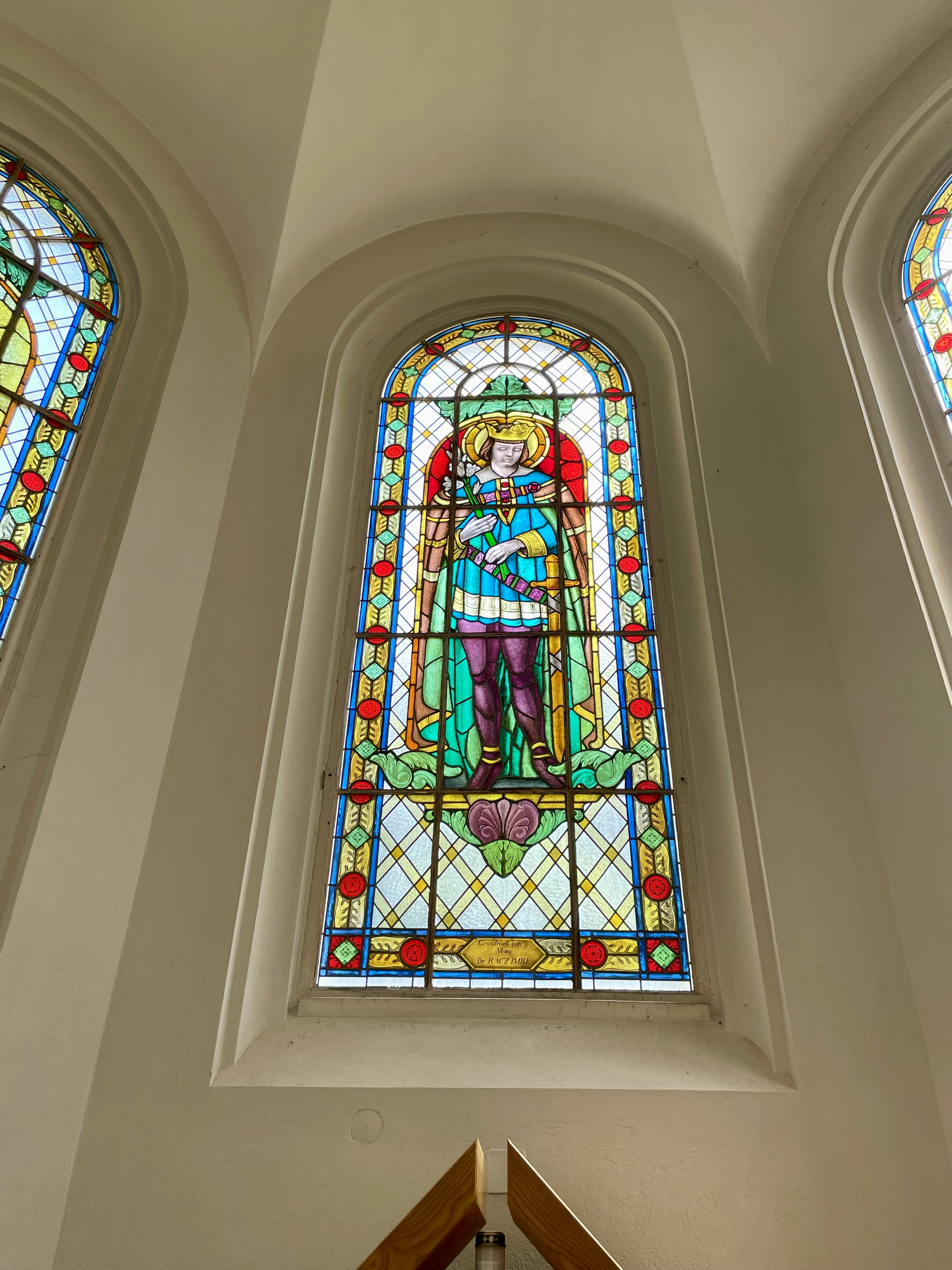
Zentrales Buntglasfenster mit Hl. Emmerich
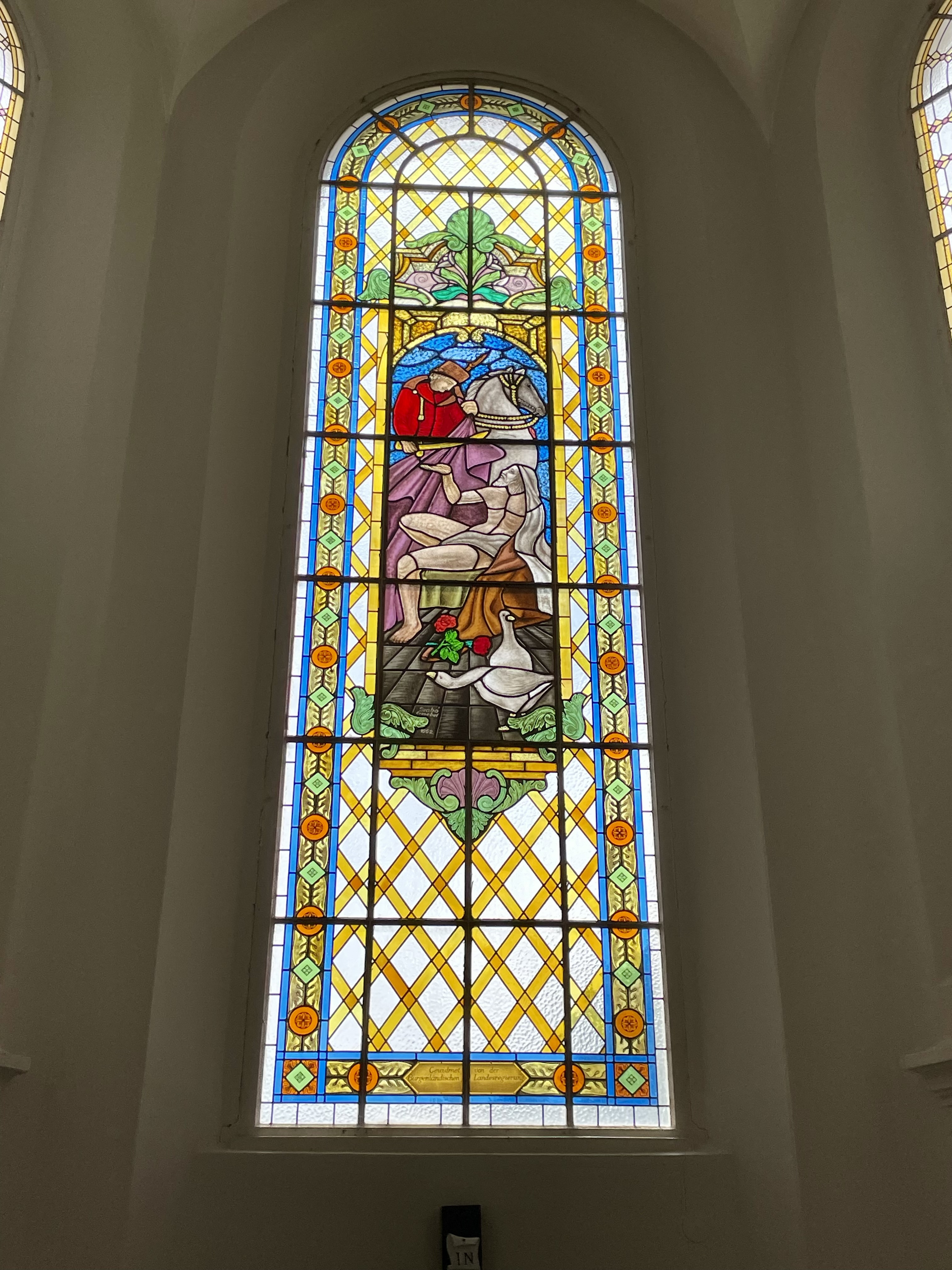
Buntglasfenster mit Hl. Martin von Tours
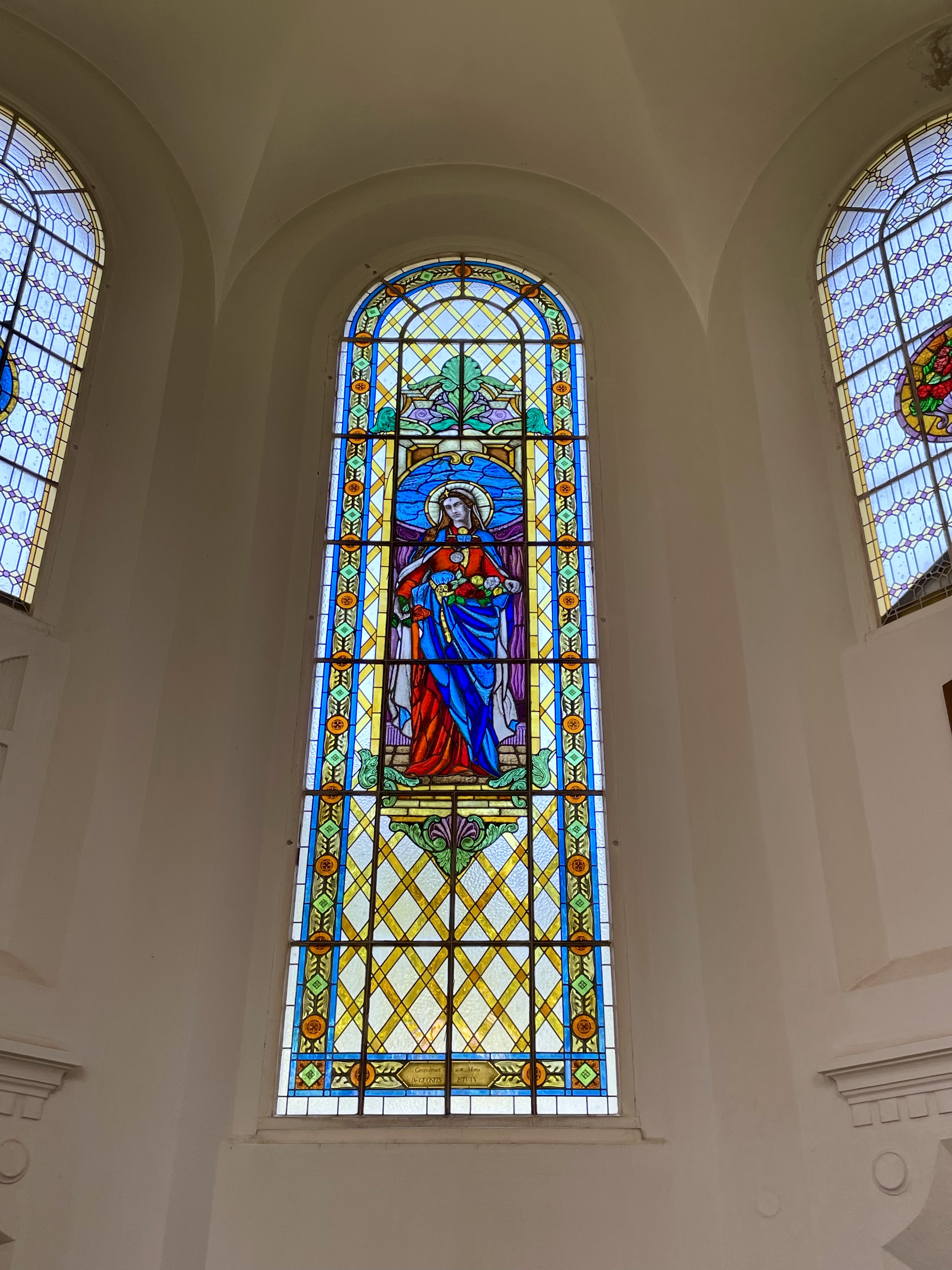
Buntglasfenster mit Hl. Elisabeth von Thüringen

## Bedeutung als Gedenkort
Die Emmerichskirche gilt aufgrund ihrer Geschichte als wichtiger regionaler Gedenkort für die Trennung Europas während des Kalten Krieges sowie deren Überwindung in den Jahren 1989 und 1990. Zusätzlich gibt es rund um die Kirche auch eine Vielzahl weiterer Denkmäler zur Erinnerung an unterschiedliche historische Begebenheiten mit Bezug zu Pfarre oder Gemeinde, sowie Region, Staat oder Kontinent. Die wichtigsten davon sind:
- Zöllnerkreuz: Nordwestlich der Kirche auf österreichischer Seite gelegenes hölzernes Kruzifix mit goldfarbenem Christuskorpus; ehemalige Pilgerstätte der österreichischen Wallfahrer, die während des Kalten Krieges die in der Grenz-Sperrzone gelegene Kirche nicht aufsuchen konnten
- Mahnmal Eiserner Vorhang:  Nordwestlich der Kirche direkt an der Grenze gelegene Betonskulptur bestehend aus zwei Stelen, mit je zwei Glasplatten hinter denen sich Teile des ehemaligen Stacheldrahtverhaus befinden; zum Gedenken an die Teilung durch den Eisernen Vorhang errichtet
- Denkmal Ungarnaufstand: Hölzernes Mahnmal südöstlich der Kirche, bestehend aus zwei mit Zierschnitzereien versehenen Pfosten, die mit zwei Brettern quer miteinander verbunden sind; das obere Brett ist mit der Jahreszahl 1956 versehen, das untere mit der Inschrift  „OKT. 23–NOV. 4“ – den genauen Daten der Ungarischen Revolution von 1956
- Gedenkstein Ungarische Landnahme: südlich der Kirche gelegenes Denkmal bestehend aus einem kleinen, künstlich aufgeschütteten und gepflasterten Hügel und einem Naturstein, der über eine Gedenktafel verfügt; 1996 in Erinnerung an das 1100. Jubiläum der Ungarischen Landnahme bzw. der Gründung des Ungarischen Staates errichtet
- Priesterdenkmal: Südöstlich der Kirche gelegener Naturstein mit großem Holzkreuz in der Form eines Ungarischen Kreuzes, sowie einer Gedenktafel mit Namen von Geistlichen, die für die Pfarre Rönök bzw. die Emmerichskirche tätig waren
- Kreuzweg: Rund um die Kirche verlaufender Kreuzweg mit 14 Stationen aus steinernen Stelen mit der Darstellung des Martyriums Jesu; vom österreichischen Bildhauer Thomas Resetarits gestaltet

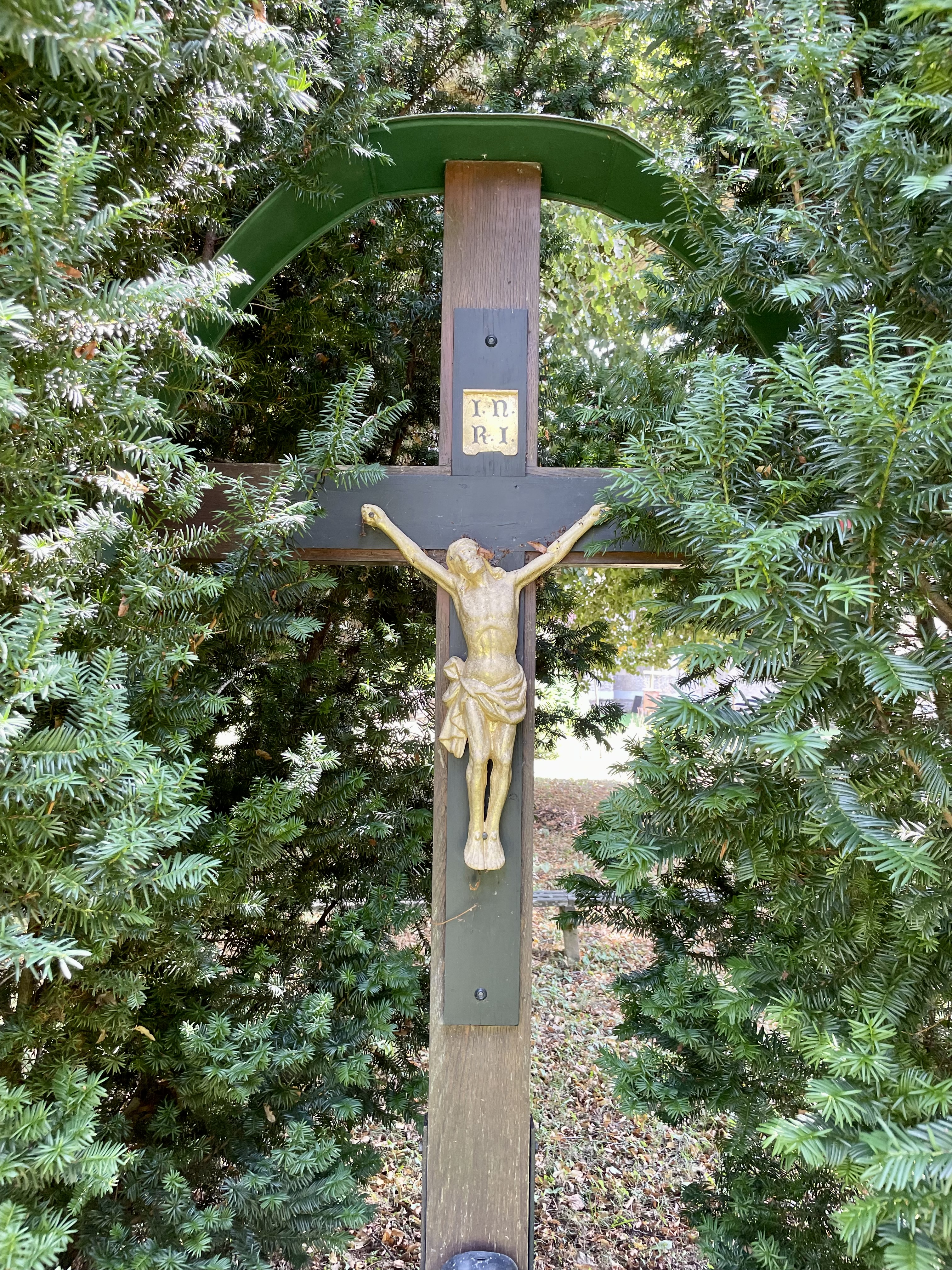
Zöllnerkreuz
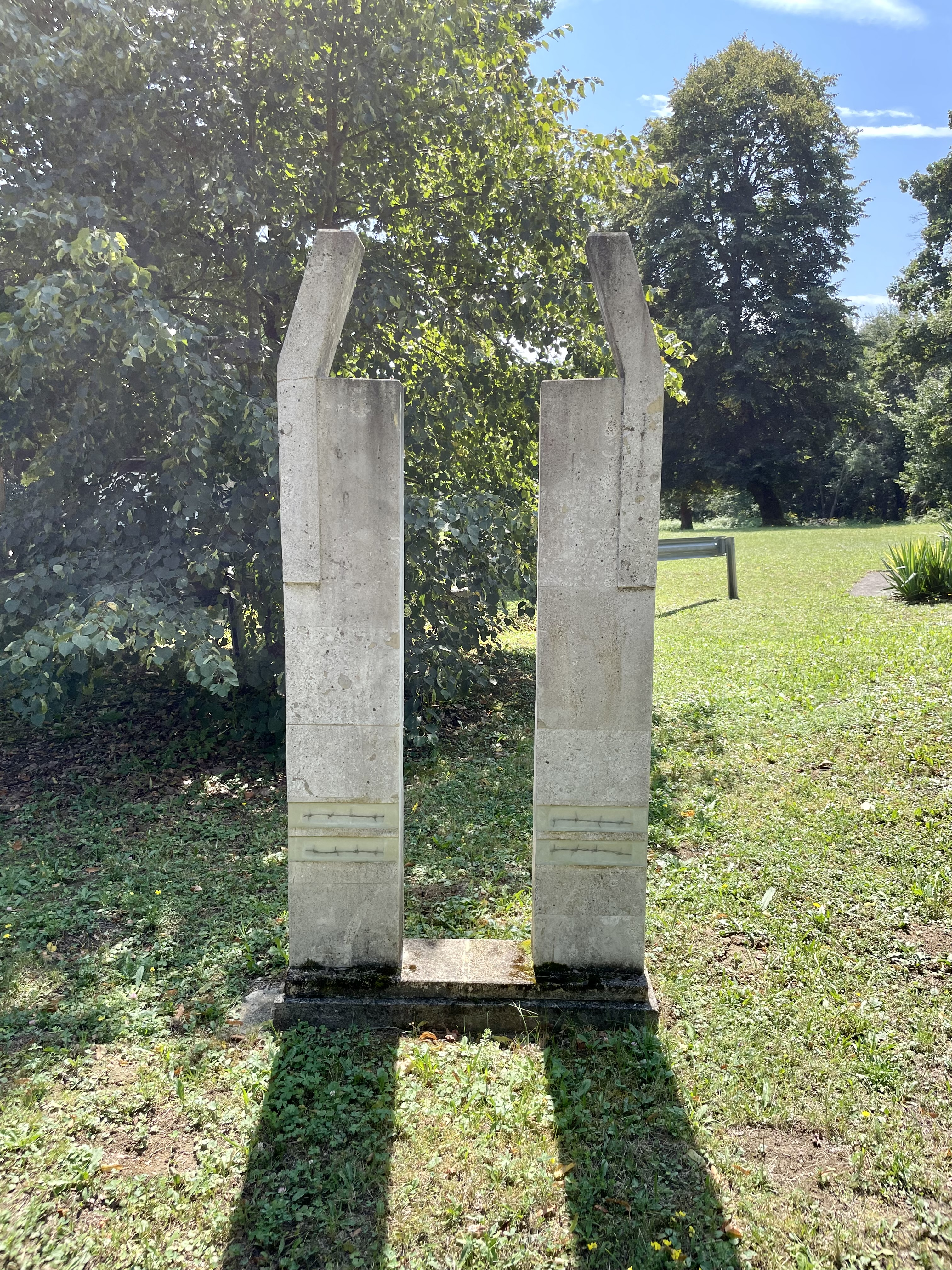
Mahnmal Eiserner Vorhang
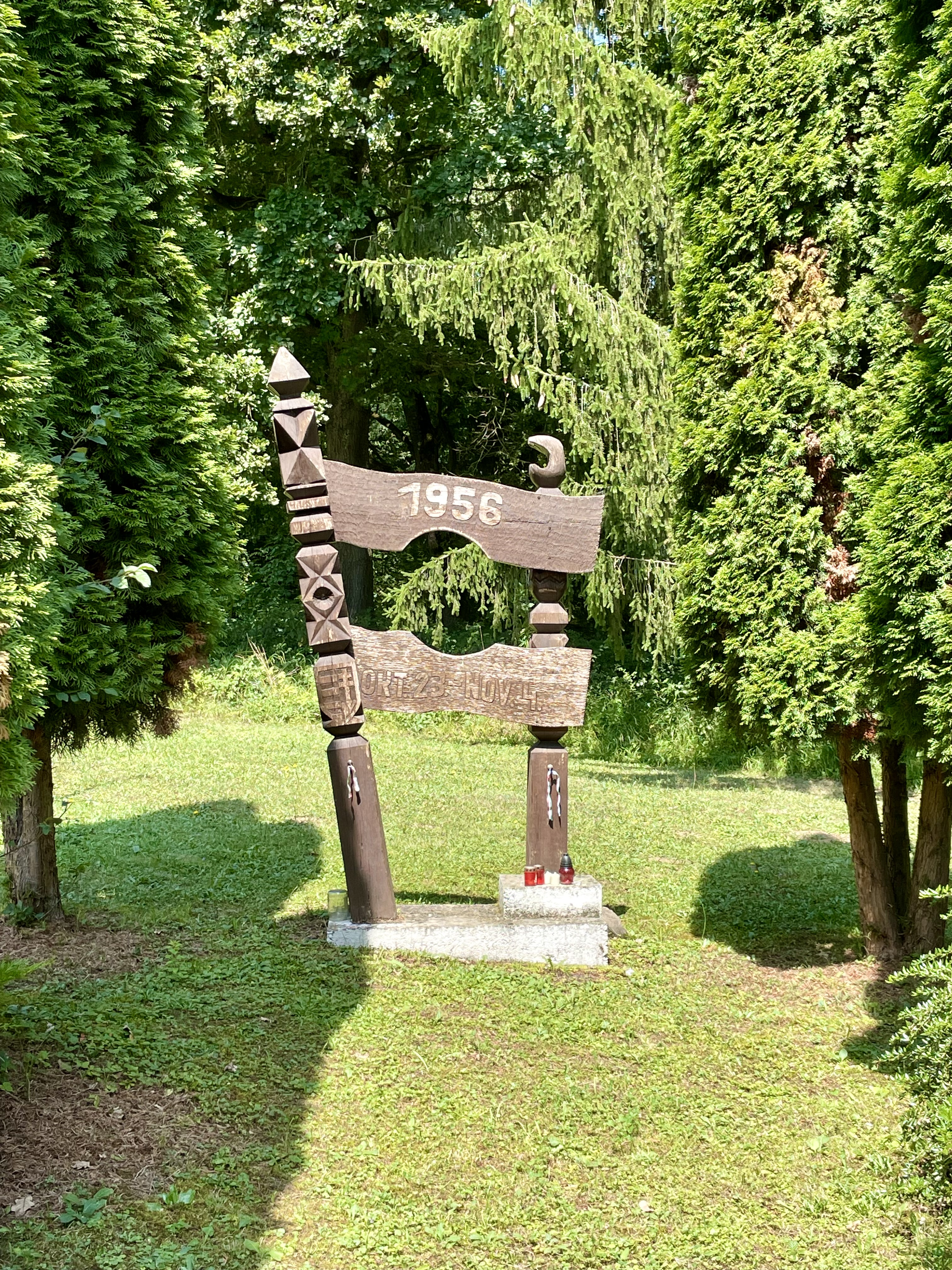
Denkmal für den Ungarnaufstand
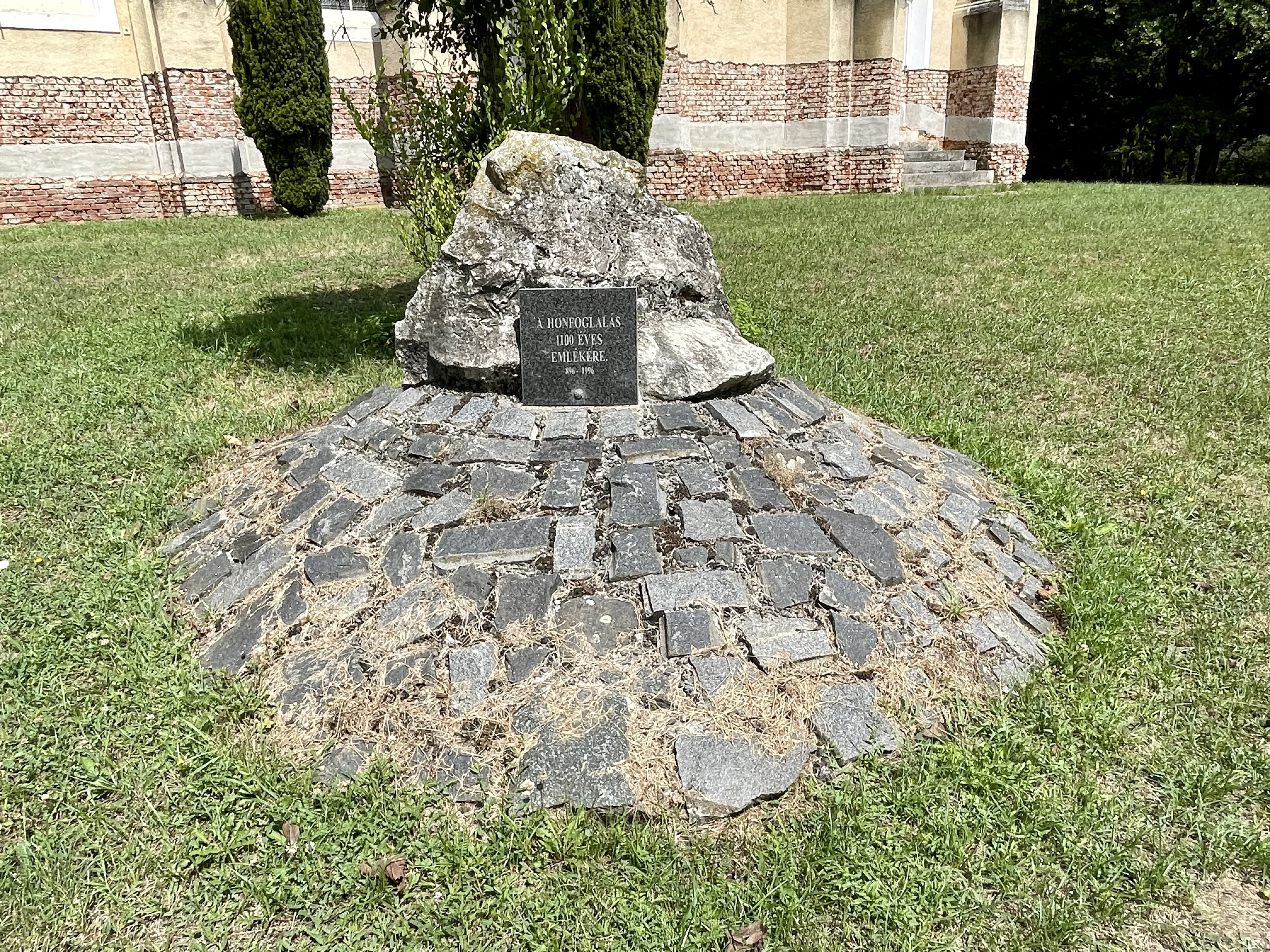
Gedenkstein Ungarische Landnahme
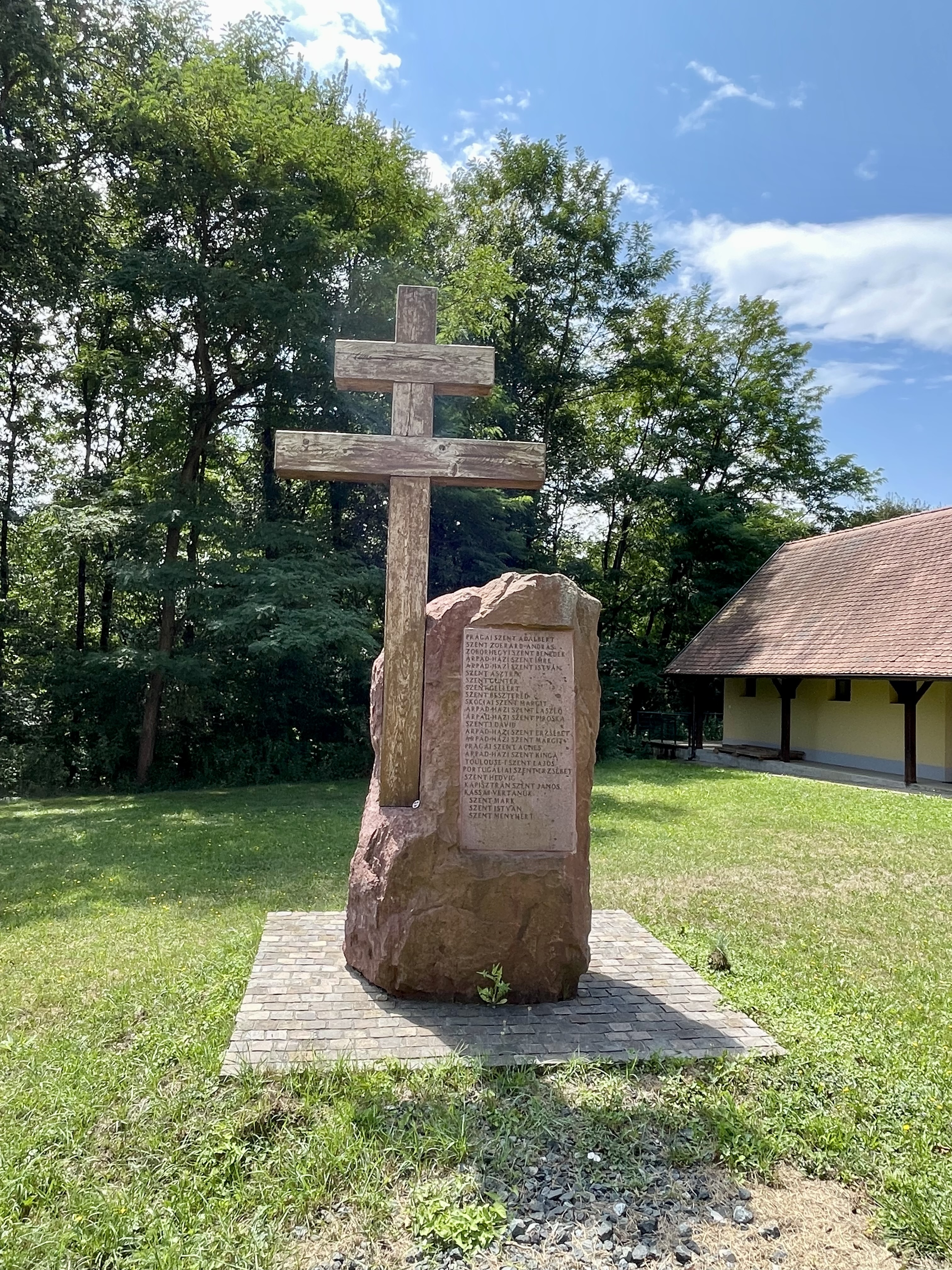
Priesterdenkmal